# Valerio Arri
Valerio Arri, född 22 juni 1892 i Portacomaro, Asti, död 2 juli 1970, var en italiensk  friidrottare.
Arri blev olympisk bronsmedaljör på maraton vid sommarspelen 1920 i Antwerpen.